# Julian Skokowski

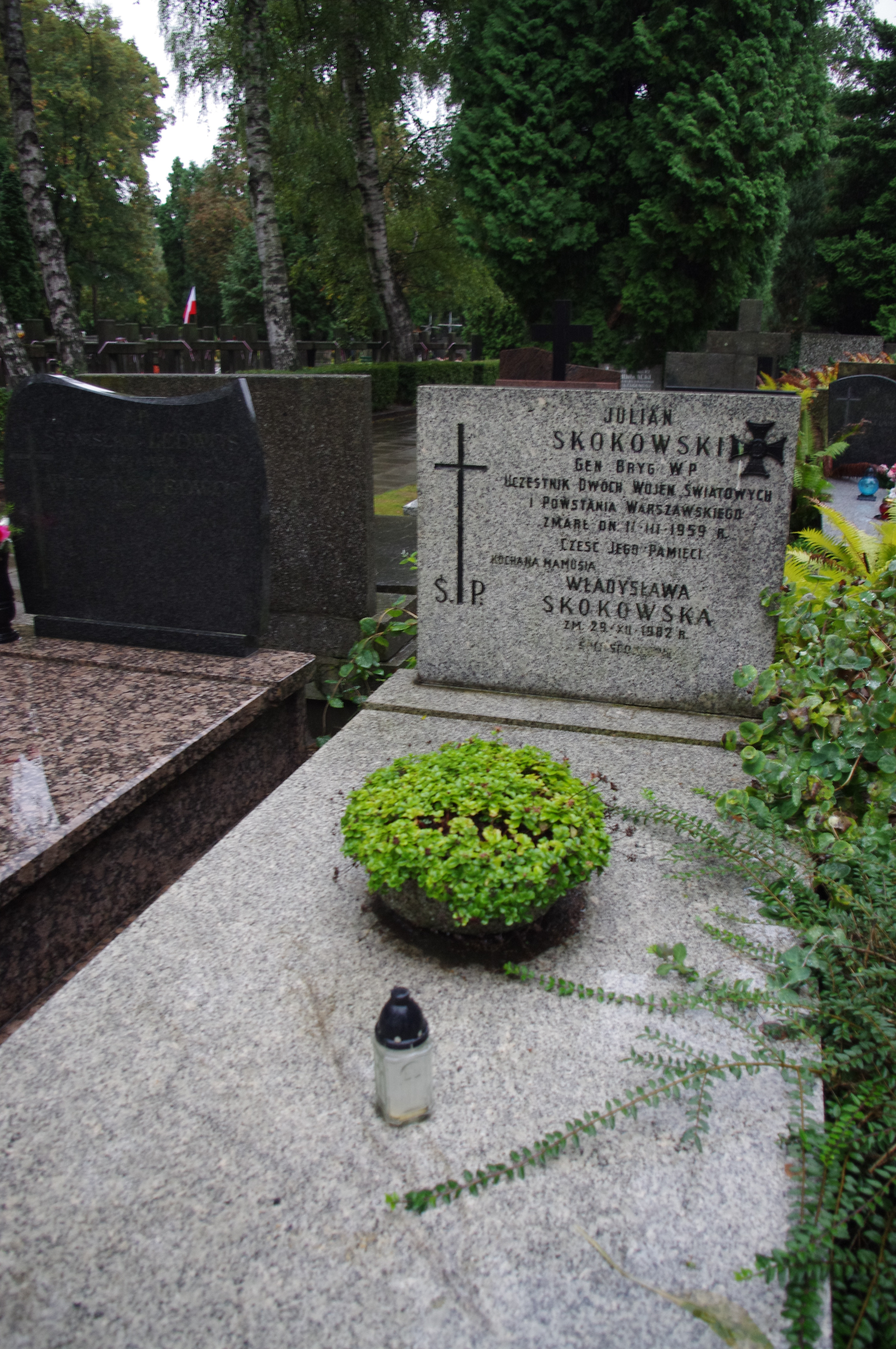
Grób gen. Juliana Skokowskiego na Cmentarzu Wojskowym na Powązkach

Julian Skokowski, ps. „Zaborski”, „Sulima”  (ur. 25 maja 1886 w Dyneburgu, zm. 11 marca 1959 w Warszawie) – generał brygady ludowego Wojska Polskiego. Komendant Polskiej Armii Ludowej podczas powstania warszawskiego. Więzień stalinowski. Kawaler Orderu Virtuti Militari.

## Przebieg służby wojskowej
Syn Donata i Marii z Łukaszewiczów. Ukończył Korpus Kadetów w Orle i szkołę oficerską w Tyfilisie. Od sierpnia 1909 służył w armii carskiej, początkowo jako dowódca plutonu, a od listopada - instruktor w szkole podoficerskiej 28 pp. Przeniesiony w maju 1911 do 141 pp, był tam kolejno dowódcą plutonu zwiadu, od listopada 1912 dowódcą kompanii łączności, a od lipca 1914 adiutantem dowódcy pułku. W sierpniu 1914 ranny, dostał się do niewoli niemieckiej. Od maja do sierpnia 1917 przebywał na rekonwalescencji w Danii, następnie powrócił do służby w armii rosyjskiej na stanowisko dowódcy batalionu 141 pp, które zajmował do lutego 1918. W międzyczasie uczestniczył w Międzynarodowej Konferencji Czerwonego Krzyża w Kopenhadze (wrzesień - październik 1917). Od czerwca 1918 dowodził polskim oddziałem tzw. Murmańczyków w Archangielsku na północy Rosji. Po powrocie do kraju, od września 1919 roku służył w odrodzonym Wojsku Polskim.
W okresie II RP sprawował szereg funkcji dowódczych w Wojsku Polskim, m.in. był:
- inspektorem szkół podchorążych rezerwy,
- dowódcą 6 pułku strzelców podhalańskich w Samborze do maja 1927,
- dowódcą piechoty dywizyjnej 19 Dywizji Piechoty od maja 1927,
- w składzie osobowym I wiceministra spraw wojskowych.

Do wybuchu wojny był inspektorem głównym Federacji Polskich Związków Obrońców Ojczyzny i Związku Rezerwistów.
Został osadnikiem wojskowym w osadzie Husaki w powiecie baranowickim (ziemię otrzymał tam również ułan Stanisław Skokowski).
Z dniem 31 marca 1939 przeniesiony w stan spoczynku ze stanowiska dowódcy piechoty dywizyjnej 16 DP.
Podczas wojny obronnej 1939 roku był dowódcą piechoty dywizyjnej 25 Dywizji Piechoty Armii „Poznań”, a od 18 września dowódcą Grupy „Palmiry”, broniącej składów amunicyjnych w Palmirach w Puszczy Kampinoskiej (patrz: Obrona Palmir). Na początku 1941 roku wstąpił do Organizacji Wojskowej Związek Jaszczurczy, gdzie objął stanowisko inspektora wyszkolenia w Okręgu Warszawa-miasto. W okresie tworzenia Narodowych Sił Zbrojnych zerwano z nim kontakty. Skokowski stanął wkrótce na czele niewielkiej organizacji Gwardia Obrony Narodowej, która w 1943 roku scaliła się z Polską Armią Ludową. Niebawem Skokowski został szefem sztabu i zastępcą komendanta PAL.
29 lipca 1944 roku na murach Warszawy została rozwieszona kłamliwa odezwa jego autorstwa, głosząca, że – wobec opuszczenia miasta przez najwyższe czynniki Armii Krajowej – sygnatariusz tej odezwy obejmuje dowództwo nad wszystkimi oddziałami podziemnymi i zarządza ich mobilizację do walki z Niemcami; Skokowski podpisał się na niej jako generał dywizji. Przeszła ona bez żadnego echa. W czasie powstania warszawskiego przebywał w Śródmieściu, gdzie objął dowodzenie nad oddziałami PAL. 15 września wydał rozkaz o utworzeniu Połączonych Sił Zbrojnych Armii Ludowej, PAL i Korpusu Bezpieczeństwa, których został dowódcą oraz podporządkowaniu ich Krajowej Radzie Narodowej.
Po upadku powstania wyszedł z miasta wraz z ludnością cywilną. Wydostał się z obozu przejściowego w Pruszkowie dzięki pomocy AL i członków PPR. W styczniu 1945 został przyjęty do ludowego Wojska Polskiego i awansowany został do stopnia generała brygady. Otrzymał stanowisko dowódcy Okręgu Wojskowego Nr V w Krakowie, które pełnił do października 1945, kiedy przeszedł w stan spoczynku. W 1948 został aresztowany. Wyrokiem Wojskowego Sądu Rejonowego w Warszawie został skazany na karę 15 lat pozbawienia wolności. Zwolniony w 1955, prawnie zrehabilitowany został w 1957. Przyznano mu także zasiłek i rentę.
Pochowany został na Cmentarzu Wojskowym na Powązkach (kwatera 28BII-3-28).

## Awanse
- pułkownik piechoty – 1 grudnia 1924 ze starszeństwem z dniem 15 sierpnia 1924 i 8. lokatą (w 1932 – 3. lokata)
- generał brygady – luty 1945[1]

## Życie prywatne
Z małżeństwa zawartego w 1924 roku z Władysławą Grens (zm. 1982) miał dwie córki: Jadwigę i Krystynę.

## Ordery i odznaczenia
- Krzyż Srebrny Orderu Wojskowego Virtuti Militari (13 maja 1921)[8][9]
- Krzyż Niepodległości (17 marca 1932)[10]
- Krzyż Oficerski Orderu Odrodzenia Polski (10 listopada 1928)[11][12][13]
- Krzyż Walecznych (czterokrotnie)[8][14][15]
- Złoty Krzyż Zasługi (18 lutego 1939)[16]
- Medal Pamiątkowy za Wojnę 1918–1921[8]
- Medal Dziesięciolecia Odzyskanej Niepodległości[8]
- Krzyż Wojskowy (Wielka Brytania)[17]
- Medal Pamiątkowy Wielkiej Wojny (Francja)[8]
- Medal Zwycięstwa (Médaille Interalliée) (zezwolenie z 12 grudnia 1921)[8][18]